# Михаил Драгомиров
Михаил Иванович Драгомиров (на руски: Михаѝл Ива̀нович Драгомиров) е руски офицер, генерал от пехотата. Участник в Руско-турската война (1877 – 1878). Военен историк, професор преподавател по тактика в Николаевската академия.

## Биография
Михаил Драгомиров е роден на 8 ноември 1830 г. в Конотоп в семейството на офицер, потомствен дворянин от полски произход. Учи в Конотопското градско училище и Дворянския полк. Произведен е в първо офицерско звание подпоручик с назначение в лейбгвардейския Семьоновски полк (1849). Учи в Николаевската академия на Генералния щаб (1854 – 1856).
Служи в щаба на Гвардейския корпус (1856 – 1858). Изучава военното дело в Европа. Участва във войната за независимостта на Италия като военен наблюдател при Сардинската армия.
Служи в Генералния щаб на Руската армия и е професор по тактика във Военната академия (1860 – 1864). По време на Австро-пруската война (1866) е представител на Русия при Пруското военно командване.
Началник-щаб на 2-ра гвардейска дивизия от 1864 г. Повишен е във военно звание генерал-майор от 1867 г. Началник на Киевския военен окръг (1869 – 1873). Командир на 14-а пехотна дивизия (1873 – 1877).
Участва в Руско-турската война (1877 – 1878). Отличава се при форсирането на река Дунав при Свищов. Прехвърлянето на десния бряг е по план на генерал-майор Драгомиров и започва със знаменитата му команда: „Войници, или отвъд Дунава, или в Дунава“. Боят започва под непрекъснатия огън на турските части в 2 часа през нощта на 15/27 юни 1877 г. и завършва в 2 часа след обяд на 16/28 юни. Дивизията на генерал-майор Драгомиров превзема Свищов и обезпечава прехвърлянето на първите 4 корпуса на руските сили. За блестящите действия при преминаването е награден с орден „Св. Георги“ III степен.
В хода на военните действия участва в превземането на Търново и планинските околности. Дивизията на генерал-майор Драгомиров е тази, която в критичния момент от августовските боеве на Шипка пристига на помощ на отряда на генерал-майор Николай Столетов. На 12/24 август 1877 г., по време на отбраната на Шипка, при престрелка на връх Узункуш е тежко ранен в коляното и е изтеглен за лечение в Русия. Повишен е във военно звание генерал-лейтенант от 1877 г.
След войната е назначен за началник на Николаевската академия (1878 – 1889). Повишен е във военно звание генерал-адютант и генерал от пехотата (1891). Превръща академията в център на руската военна наука. Тук издава главния си военен труд – „Учебник по тактика“. През 1889 г. e командващ войските на Киевския военен окръг. В периода 1897 – 1903 г. последователно е Киевски, Волински и Подолски генерал-губернатор. Награден с най-висшия руски орден „Свети Андрей Първозвани“ (1902). Излиза в оставка и е назначен за член на Държавния съвет (1903).
Генералът от пехотата Михаил Драгомиров е виден военен теоретик в следреформена Русия. Почетен член на Московския и Киевския университет, на Шведско-норвежката кралска академия (1896).
Умира на 15 октомври 1905 г. в Конотоп.

## Семейство
Сред синовете му са генерал-лейтенант Владимир Драгомиров (1867 – 1928) и генералът от кавалерията Абрам Драгомиров (1868 – 1955) – участници в Бялата гвардия.

## Памет
В родния му град Конотоп е изграден негов паметник. Улици в Казанлък, Шумен, Сливен, Киев и неговото име  Драгомирово  носят 2 села във Велико Търновско и в Пернишко.
Генерал Драгомиров е известен като оригинална и остроумна личност, за когото има много анекдоти и спомени. Иля Репин го е нарисувал като казак (с лула зад писаря) в картината „Запорожките казаци пишат писмо на турския султан“. 

## Награди и отличия
- Орден „Свети Георги“ III ст.
- Орден „Свети Андрей Първозвани“
- Орден на Почетния легион I и II ст. (Франция)
- Почетен гражданин на Свищов от 1902 г.